# Ernie Pike
Ernie Pike est un reporter de fiction de la bande dessinée créé par le dessinateur italien Hugo Pratt et le scénariste argentin, Héctor Oesterheld, en 1957 pour les éditions argentines Frontera.
Correspondant de guerre pendant la Seconde Guerre mondiale, il décrit dans ses récits les opérations qu'il couvre dans le Pacifique, en Afrique et en Europe — là où bien souvent les hommes se révèlent dans des actions de bravoure autant que dans des actes de traîtrise. A la manière des récits de EC Comics puis de Blazing Combat, l'ambivalence des situations et des protagonistes est perpétuelle et les cadres de la bonne moralité volent en éclats. Ainsi, les héros virils de Pratt, à la mâchoire carrée, rudes mais pas frustres, expriment sans gêne leurs états d’âme, leurs doutes, et leurs valeurs sont pleines de sensibilité et de prévenance pour l’autre, pour l’Autre même : étrange étranger ou ennemi déclaré.
Héctor Oesterheld s’est inspiré des reportages du journaliste américain Ernest Pyle — tué par les Japonais à Okinawa, le 18 avril 1945. Hugo Pratt a dessiné le reporter à la ressemblance de l’auteur des scénarios. Il a écrit un épisode. 
Après le départ d'Hugo Pratt, la série a continué jusqu'en 1959 avec plusieurs dessinateurs: Jorge Moliterni, Franz Guzmán, Horacio Porreca, Eugenio Colonnese, Julio Schiaffino, Daniel Haupt, Tibor José Horvath, Walter Farher, Alberto Breccia, Leandro Sesarego, Martinez, Oscar Estévez; l'un des tout premiers récits de la série fut dessiné par Solano Lopez: "Artillero de cola", dans Hora Cero #5, 09/1957 (16 p.). Soit un total de 80 pages de B.D. En 1960, léditeur Frontera confie à Oesterheld la direction d'un nouveau mensuel: "Ernie Pike corresponsal de guerra - Colección batallas inolvidables" (plus connu sous le nom de "Colección batallas inolvidables"), qui comptera 27 numéros. Y officieront au dessin Hugo Pratt, Leopoldo Durañona, Amedeo Balbi, Horvath, Julio Schiaffino, Roberto Regalado, José Muñoz.

## Premières publications

### En Argentine
- Dans le mensuel Hora Cero, éd. Frontera, à partir du no 1 de mai 1957 avec l’épisode Franc-tireurs (Francotiradores).
- Dans l’hebdomadaire Hora Cero, à partir du no 1 de septembre 1957 avec l’épisode Les deux amis (Due amici).
- Dans Hora Cero Extra !, à partir du no 1 d’avril 1958 avec les épisodes Tarawa et Les Hommes grenouilles (Hombres rana).
- Dans Ernie Pike, Corresponsal de Guerra. Colección Batallas Inolvidables, Editorial Frontera, puis Editorial Emilio Ramirez, n° 1 à 27, 1960- ? (19 x 28 cm ; 64 p.)

### En France
- Dans le magazine Kwaï, série Les Baroudeurs, éd. de l’Occident[1],

N° 7 de janvier 1969 intitulé : Les Aigles de guerre, avec l’épisode, L’Agent ennemi.
N°10 de juin 1969 intitulé : Le nid d'abeilles, avec l’épisode En avant l’Écosse.
- Dans la revue Phenix, éd. Dargaud, no 11 d’octobre 1969 avec l’épisode Poilu en version italienne sous titrée en Français.
- Dans le mensuel Circus, éd. Glénat, en 1979, à partir des no 16 avec l’épisode Poilu, no 17 avec l’épisode Une aventure dangereuse, no 18 avec l’épisode Tarawa.

## Premiers albums édités en France
Avertissement : Les épisodes dont Hugo Pratt est le scénariste, sont en caractères gras.

### Éditions Jacques Glénat
Couvertures souples. Format 24 x 32 cm. Noir et blanc.
- Ernie Pike. Chroniques de guerre 1 : avril 1979

Poilu – La Blessure à 1 million de $ – Destins croisés – Une aventure dangereuse – Tarawa – Bottes – Combat –  Les 17 de la Sapinière.
- Ernie Pike. Chroniques de guerre 2 : octobre 1980

Garde nocturne – La Patrouille – Francs-tireurs.
- Ernie Pike. Chroniques de guerre 3 : février 1981

La Longue Marche – L'Arme secrète de Judas O'Leary – Les Deux amis – Ling.
- Ernie Pike. Version intégrale des Chroniques de guerre : janvier 1984
- Couverture cartonnée. Format 24 x 32. Noir et blanc.
- Sommaire : préface par Antoine Roux avec textes de Ernie Pyle et illustrations de Hugo Pratt – "Un lieutenant allemand" (10 p.) – "Les hommes-grenouilles" (6 p.) – "Jour de Noël" (9 p.) – "Le Sénégalais" (6 p.) – "On ne se refait pas..." (5 p.) – "La fuite" (7 p.) – "Mystère à Burma" (9 p.) - "Poilu" (9 p.) – "La blessure à un million de dollars" (5 p.) – "Destins croisés" (5 p.) – "Une aventure dangereuse" (10 p.) – "Tarawa" (7 p.) – "Bottes" (6 p.) – "Combat" (5 p.) - "Les dix-sept de la sapinière" (6 p.) – "Garde nocturne" (6 p.) – "La patrouille" (18 p.) (1959) – "Francs-tireurs" (12 p.) – "Maquis" (24 p.) – "La Longue marche" (7 p.) – "K.O. Sims" (9 p.) – "L'arme secrète de Judas O'Leary" (7 p.) – "Les deux amis" (25 p.) – "Ling" (9 p.).

- Ernie Pike. Chroniques de guerre : Coll. Grands Chapitres, avril 1994.
- Couverture cartonnée. Format 24 x 32. Noir et blanc.
- Sommaire : "Ernie Pike: Pour en finir avec un malentendu", préface par Dominique Petitfaux (7 p.) – Reprend tous les récits de l’édition précédente de 1984 sauf "Une aventure dangereuse" (10 p.), soit 23 récits.

### Éditions J’ai lu BD/Flammarion
Couverture souple. Format poche 11 x 18 cm. Noir et blanc.
- Ernie Pike. Premières chroniques : BD85, 1988.

Un lieutenant allemand – Les Hommes-grenouilles – Jour de Noël – Le Sénégalais – On ne se refait pas... – La Fuite – Mystère à Burma – Poilu – La Blessure à un million de dollars – Destins croisés – Une aventure dangereuse – Tarawa – Bottes – Combat.

## Intégrale éditée chez Casterman
Couvertures cartonnées. Format 23,2 x 33,4 cm. Couleurs.
- Ernie Pike. Tome 1 : 25 novembre 2003.

Francs-tireurs – Mystère à Burma – Un lieutenant allemand – Les Deux amis.
- Ernie Pike. Tome 2 : 19 novembre 2004.

La Fuite – Convoi pour Malte – Poilu – La Sentinelle – Destins croisés.
- Ernie Pike. Tome 3 : 8 septembre 2006.

Lord Crack – Baptême du feu – Un novice dans le désert – Tarawa – Les Hommes-grenouilles – Les 17 de la sapinière – Combats.
- Ernie Pike. Tome 4 : 26 avril 2007.

Exécution – Ling – Le Sénégalais – Bottes – Jour de Noël – La Patrouille – K.O. Sims.
- Ernie Pike. Tome 5 : 12 novembre 2007.

L’Île de Luam – La Blessure à un million de dollars – Pearl Harbour – Normandie – La Longue marche – Le Bismarck – Garde nocturne – Tarawa 2 – Une aventure dangereuse.